# The Distant Relative
The Distant Relative è un cortometraggio muto del 1912 diretto da Allan Dwan.

## Trama
Insieme a un complice, una donna si è installata in casa di due giovani sorelle rimaste orfane, sue lontane parenti che le sono state affidate come pupille. Lo scopo della donna è quello di impadronirsi del ranch delle ragazze che verranno aiutate a contrastare il suo piano dai cowboy del posto.

## Produzione
Il film fu prodotto dalla Flying A (American Film Manufacturing Company).

## Distribuzione
Distribuito dalla Motion Picture Distributors and Sales Company, il film - un cortometraggio in una bobina - uscì nelle sale cinematografiche USA il 15 aprile 1912.